# Araeopteron elam
Araeopteron elam är en fjärilsart som beskrevs av William Schaus 1911. Araeopteron elam ingår i släktet Araeopteron och familjen nattflyn. Inga underarter finns listade i Catalogue of Life.